# Березники (Башкортостан)
Березники — упразднённая в 2005 году деревня Михайловского сельсовета в Архангельском районе Республики Башкортостан.

## История
по состоянию на 1 июля 1972 года входил в Михайловский сельсовет. Преобладающая национальность — русские.
по состоянию на 1 сентября 1981 года входил в Михайловский сельсовет. Преобладающая национальность — башкиры.
Закон «О внесении изменений в административно-территориальное устройство Республики Башкортостан в связи с образованием, объединением, упразднением и изменением статуса населенных пунктов, переносом административных центров» от 20 июля 2005 года № 211-з постановил:

ст. 4. Упразднить следующие населенные пункты: <…>

2) в Архангельском районе <…>

а) деревню Березники Михайловского сельсовета

## География
Находилась в лесистой местности у р. Лемеза.

## Географическое положение
По  состоянию  на 1 сентября 1981 года расстояние до :
- районного центра (Архангельское): 52 км;
- центра сельсовета (Михайловка): 12 км;
- ближайшей железнодорожной станции (Равтау): 42 км.